# آثار ایران
آثار ایران کتابی است به زبان فرانسوی از آندره گدار. این کتاب ۴ جلدی به معرفی آثار تاریخی ایران به تفصیل پرداخته‌است.